# Rotthalmünster
Rotthalmünster é um município da Alemanha, situado no distrito de Passau, no estado da Baviera. Tem 44,51 km² de área, e sua população em 2019 foi estimada em 4.974 habitantes.